# حسن عبد الرحيم مراد
حسن عبد الرحيم مراد (5 آذار 1976)، وزير دولة لشؤون التجارة الخارجية في الحكومة اللبنانية (إلى العمل) منذ شباط 2019. عضو في المكتب السياسي لـ حزب الاتحاد (لبنان)  ومسؤول قطاع الشباب فيه. مدير عام مؤسسات الغد الأفضل في البقاع الغربي. نائب رئيس الجامعة اللبنانية الدولية بفروعها التسعة في لبنان (البقاع الغربي، البقاع الشمالي، بيروت، صيدا، صور، النبطية عمار وجبل لبنان)، ونائب رئيس الجامعة في اليمن – (صنعاء- تعز- عدن)، موريتــانيا، والسنغال. نجل عبدالرحيم مراد وهو زعيم سياسي ووزير سابق للدفاع والتربية ونائب حالي في البرلمان اللبناني.

## حياته العملية والسياسية
ولد في 5 اذار 1976، في ساو باولو البرازيل. درس في مركز عمر المختار التربوي، ثم إلتحق بجامعة SUNY في نيويورك في الولايات المتحدة وحصل على اجازة في إدارة الأعمال في العام 2001.
عيّن مديرا عاما لمؤسسات الغد الأفضل في البقاع الغربي في لبنان في العام 2004، وحرص على تطوير وإنماء المراكز التربوية التابعة لهذه المؤسسات المتمثلة بمركز عمر المختار التربوي، معهد البقاع المهني والتقني، معهد البقاع الصناعي، معهد البقاع الفني، مدينة البقاع الرياضية، المركز الثقافي العربي، معهد اللغات، دار «الحنان للأيتام»، «دار الأمان»، مركز «صلاح الدين التربوي»، وديوان القصر للمناسبات الاجتماعية والمؤتمرات.
عمل منذ عام 2005 في «الجامعة اللبنانية الدولية»، وشغل منصب نائب رئيس الجامعة بفروعها التسعة (البقاع الغربي، البقاع الشمالي، بيروت، صيدا، صور، النبطية عمار وجبل لبنان) كما شغل منصب نائب رئيس الجامعة اللبنانية الدولية لفروعها في اليمن – (صنعاء- تعز- عدن)، موريتــانيا، والسنغال.
ساهم مراد تخطيطا وتنفيذا وتمويلا في عدد من المشاريع والمبادرات التي أطلقها في البقاع الغربي، ووقع العديد من الاتفاقيات الثنائية بين الجامعات في لبنان والخارج، كـ جامعة "اوهايو" في الولايات المتحدة الاميريكية وجامعة "ولونغونغ" في استراليا وغيرها من الجامعات حول العالم. 
وقع في العام 2018 اتفاقية تعاون مع اليابان لانتاج الطاقة الكهربائية النظيفة في البقاع الغربي.
عرف عن مراد نشاطاته في العمل الاجتماعي والتي تجلت في تأسيسه جمعية الارتقاء والعمل الاجتماعي، وترأسه لنادي" الغد الأفضل الرياضي وجمعية التنمية الاجتماعية والثقافية.
هو عضو في المكتب السياسي لـ حزب الاتحاد (لبنان) ومسؤول قطاع الشباب، عضو الهيئة الادارية لجمعية التنمية الاجتماعية والثقافية، عضو الهيئة الادارية لجمعية الوفاء الاجتماعية الثقافية، عضو المؤتمر القومي العربي، ونائب رئيس منظمة شباب الاتحاد.

## حياته الأسرية
متأهل من ريم العساف ولهما ابنتان، ميرا وسيما.